# Кратер (диадох)
Вижте пояснителната страница за други личности с името Кратер.
Кратер (на старогръцки: Κρατερός) е македонски пълководец на Александър Велики и диадох. Той се бие след неговата смърт 323 г. пр. Хр. в Диадохските войни против регента на царството Пердика.
Кратер е син на македонския благородник Александър от Орестида и Аристопатра. Той придружава с брат си, адмирал Амфотер, македонския цар Александър III, който по-късно римляните наричат Велики, от самото начало през 334 г. пр. Хр. в неговия отмъстителен поход в Азия против Персийската имерия.
Първо той ръководи отряд от pezhetairoi в битката при Граник през май 334 г. пр. Хр., в битката при Иса той вече предвожда цялата инфантерия на лявото крило на македоните, с което той се издига до най-близкостоящ войник на пълководеца Парменион.
През 324 г. пр. Хр. той е оженен на масовата сватба в Суза в Персия за персийската принцеса Амастрида.
След бунта на войската в Опис през 324 г. пр. Хр. Алексанър нарежда на Кратер да заведе ветераните обратно в Македония и там да смени Антипатър като стратег на Европа. По пътя за там той получава в Киликия през 323 г. пр. Хр. новината за смъртта на царя.
Той получава позицията „пазител на царските работи“.
В Македония Кратер допринася през 322 г. пр. Хр. за победата на Антипатър в битката при Кранон против гърците в Ламийската война. Той се жени през 322/321 г. пр. Хр. за Фила, най-възрастната дъщеря на Антипатър, за което той се разделя с Амастрида.
Кратер и Антипатър маршируват с войските си през цяла Мала Азия. Кратер пада убит в битката при Хелеспонт през пролетта 320 г. пр. Хр. против Евмен от Кардия. Евмен го погребва тържествено. Жена му се омъжва 320 г. пр. Хр. за цар Деметрий I Полиоркет († 283 г. пр. Хр.).
Кратер има от Фила един син със същото име, който служи на Антигонидите.